# Красноградский городской совет
Красногра́дский городско́й сове́т входит в состав Красноградского района Харьковской области Украины.
Административный центр городского совета находится в городе Красноград.

## История
- 1917 — дата образования Константиноградского городского совета депутатов.

## Населённые пункты совета
- город Красногра́д
- посёлок Дослидное
- посёлок Кумы
- посёлок Степово́е

## Истояники и примечания
- ред. Сероштан Н.А., Кумака А.М., Слюсарский А.Г. и др. Красноградский район. Красноград // Харьковская область / Тронько П.Т. (пред. Главной редколлегии). — 2-е. — Киев: Главная редакция УСЭ, 1976. — С. 430—440. — 724 с. — (История городов и сёл УССР в 26 томах). — 15 000 экз.
- Академия педагогических наук Украины, Харьковский государственный педагогический университет им. Г. Сковороды; Ярмаченко Н.Д., Лозовая В.И., Макаревич И.Х., Патлай И.М., Сахоцкий М.И. и др. Населённые пункты Харьковщины: Красноград. // Родной край (укр.) / академик АПНУ Прокопенко И.Ф. — Харьков: Основа, 1994. — С. 128-132. — 582 с. — 5 000 экз. — ISBN 5-7768-0233-4.

1. ↑  Сайт Верховной рады Украины.